# Phytalmodes
Phytalmodes är ett släkte av tvåvingar. Phytalmodes ingår i familjen bredmunsflugor.
Kladogram enligt Catalogue of Life:
| Phytalmodes | \| \| Phytalmodes africanus \| \| \| \| \| \| Phytalmodes honestus \| \| \| \| |
|             | \| \| Phytalmodes africanus \| \| \| \| \| \| Phytalmodes honestus \| \| \| \| |
|             | Phytalmodes africanus                                                          |
|             |                                                                                |
|             | Phytalmodes honestus                                                           |
|             |                                                                                |